# Traje espacial Krechet

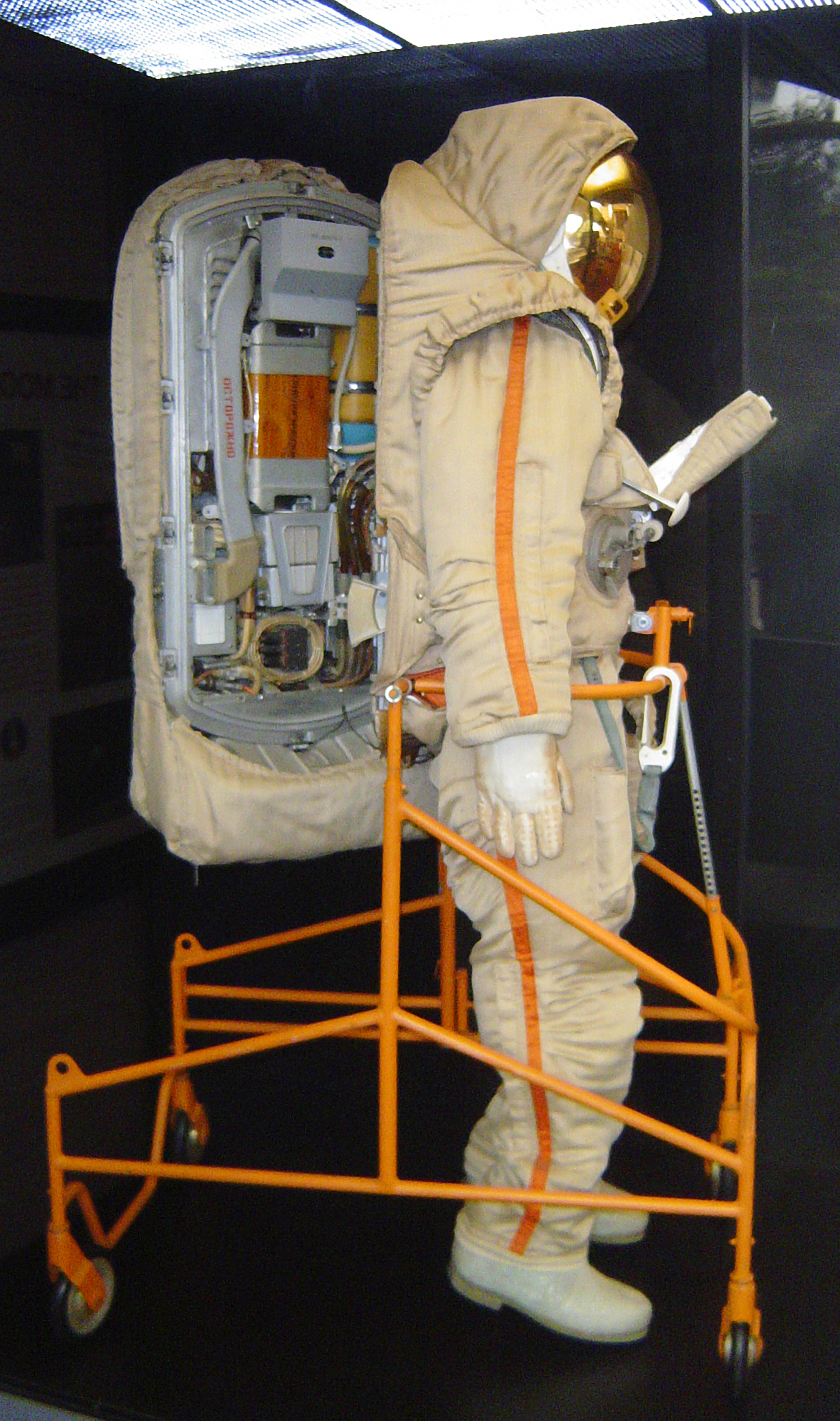
O traje Krechet com a escotilha de acesso aberta

O traje espacial Krechet-94, em em russo Кречет), é um tipo de traje espacial soviético,
que seria usado pelos astronautas das missões do programa lunar tripulado soviético. 
Ele foi projetado pela NPP Zvezda e o desenvolvimento teve início em 1967. A característica mais peculiar desse traje é o fato de ser
"vestido", usando uma espécie de escotilha localizada nas costas. O traje é usado atualmente pela tripulação russa da Estação Espacial Internacional.